# Třída Sigma
Třída Sigma je rodina válečných lodí využívajících modulární konstrukce typové řady SIGMA (Ship Integrated Geometrical Modularity Approach) nizozemské loděnice Damen Schelde Naval Shipbuilding (DSNS). Je to obdoba německé rodiny válečných lodí MEKO. Rodina válečných lodí typu SIGMA zahrnuje fregaty a korvety různých velikostí. Každá verze má své číselné označení, v němž je zahrnuta délka a šířka trupu plavidla. Marocká fregata Tarik Ben Ziyad (613), postavená ve verzi 10513, tak má trup dlouhý 105 metrů a široký 13 metrů. Uživateli této typové řady se doposud stala námořnictva Indonésie a Maroka.
Roku 2011 projevil Vietnam zájem o čtyři korvety verze SIGMA 9814. Dvě měly být postaveny v Nizozemsku a dvě přímo ve Vietnamu.
Jednotky třídy Sigma:
| Třída                                      | Námořnictvo             | Obrázek              | Typ                   | Verze       | Počet kusů                | Status                                        |
| ------------------------------------------ | ----------------------- | -------------------- | --------------------- | ----------- | ------------------------- | --------------------------------------------- |
| Třída Diponegoro                           | Indonéské námořnictvo   | Sultan Iskandar Muda | korveta               | SIGMA 9113  | 4                         | aktivní                                       |
| Třída Martadinata                          | Indonéské námořnictvo   | Martadinata          | fregata               | SIGMA 10514 | 2                         | objednáno 2012, stavba zahájena 2014, aktivní |
| Plataforma Estratégica de Superficie (PES) | Kolumbijské námořnictvo |                      | fregata               | SIGMA 10514 |                           | ve vývoji                                     |
| Tarik ben Ziyad (613)                      | Marocké námořnictvo     |                      | fregata               | SIGMA 10513 | 1                         | aktivní                                       |
| Třída Sultan Moulay Ismail                 | Marocké námořnictvo     | Sultan Moulay Ismail | fregata               | SIGMA 9813  | 2                         | aktivní                                       |
| Třída Reformador                           | Mexické námořnictvo     | Benito Juárez        | oceánská hlídková loď | SIGMA 10514 | 1 aktivní (+ 7 plánováno) | aktivní                                       |